# Stirling (ville)
Pour les articles homonymes, voir Stirling.
Stirling (Sruighlea en écossais (gd), Stirlin ou Srivling en scots (sco)) est une cité écossaise, située dans le council area du même nom dont elle constitue le siège et dans la région de lieutenance de Stirling and Falkirk.
Elle était aussi la capitale administrative de la Central Region, entre 1975 et 1996, ainsi que du district de Stirling au sein de cette région.
C'est un ancien burgh, lové autour d'un château imposant et d'une vieille ville datant du Moyen Âge. C'est également un centre administratif, de commerce de détail et d'industrie légère. 

## Géographie

### Situation
La ville est bordée par le fleuve Forth, en amont d'Édimbourg.

### Transports
- Gare de Stirling

## Histoire
Autrefois capitale du royaume d'Écosse, Stirling porta le titre de « burgh royal » (« bourg royal ») jusqu'en 2002, date à laquelle, à l'occasion des fêtes du jubilé de la reine Élisabeth II du Royaume-Uni, on lui accorda le statut de « cité ».
Son pont fut le siège de la bataille du même nom qui opposa les Écossais de William Wallace aux Anglais en 1297. À son voisinage sud, eut lieu la bataille de Bannockburn en 1314.
Au printemps 1746, Bonnie Prince Charlie échoua dans la reconquête de la citadelle avant de livrer la bataille de Culloden.

## Politique et administration

### Jumelages
Stirling est jumelée avec :
- Villeneuve-d'Ascq (France) ;
- Dunedin (Floride) (États-Unis).
- Óbuda (Hongrie).
- Summerside (Canada).

## Population et société

### Démographie
Stirling comptait, au recensement de 2008, une population de 38 700 habitants; son agglomération (incluant Bannockburn et le Bridge of Allan) totalisant 45 750 habitants.

### Sports
La ville abrite un stade de football, le Forthbank Stadium où jouent les clubs de Stirling Albion, club de la Scottish Professional Football League qui a succédé à un ancien club disparu, King's Park, et de Stirling University (en), club de la Lowland Football League.
Du 8 au 11 août 2023, la ville accueille les départs et arrivées des épreuves de contre-la-montre individuels des championnats du monde de cyclisme sur route 2023. Les arrivées sont jugées au château de Stirling au sommet d'une côte pavée.

### Cultes
Stirling est dotée de deux églises catholiques: Sainte-Marguerite (St. Margaret), construite en 1951, et celle du Saint-Esprit (Holy Spirit), la plus ancienne et en laquelle officie la Fraternité sacerdotale Saint-Pierre. Il y a aussi huit églises de l'Église d'Écosse.

## Économie

### Tourisme
La ville est un lieu touristique important et offre toute une gamme d'excursions d'une journée notamment dans les Trossachs, au pays de Rob Roy et dans la région de Fife ou des Ochils.

## Culture locale et patrimoine

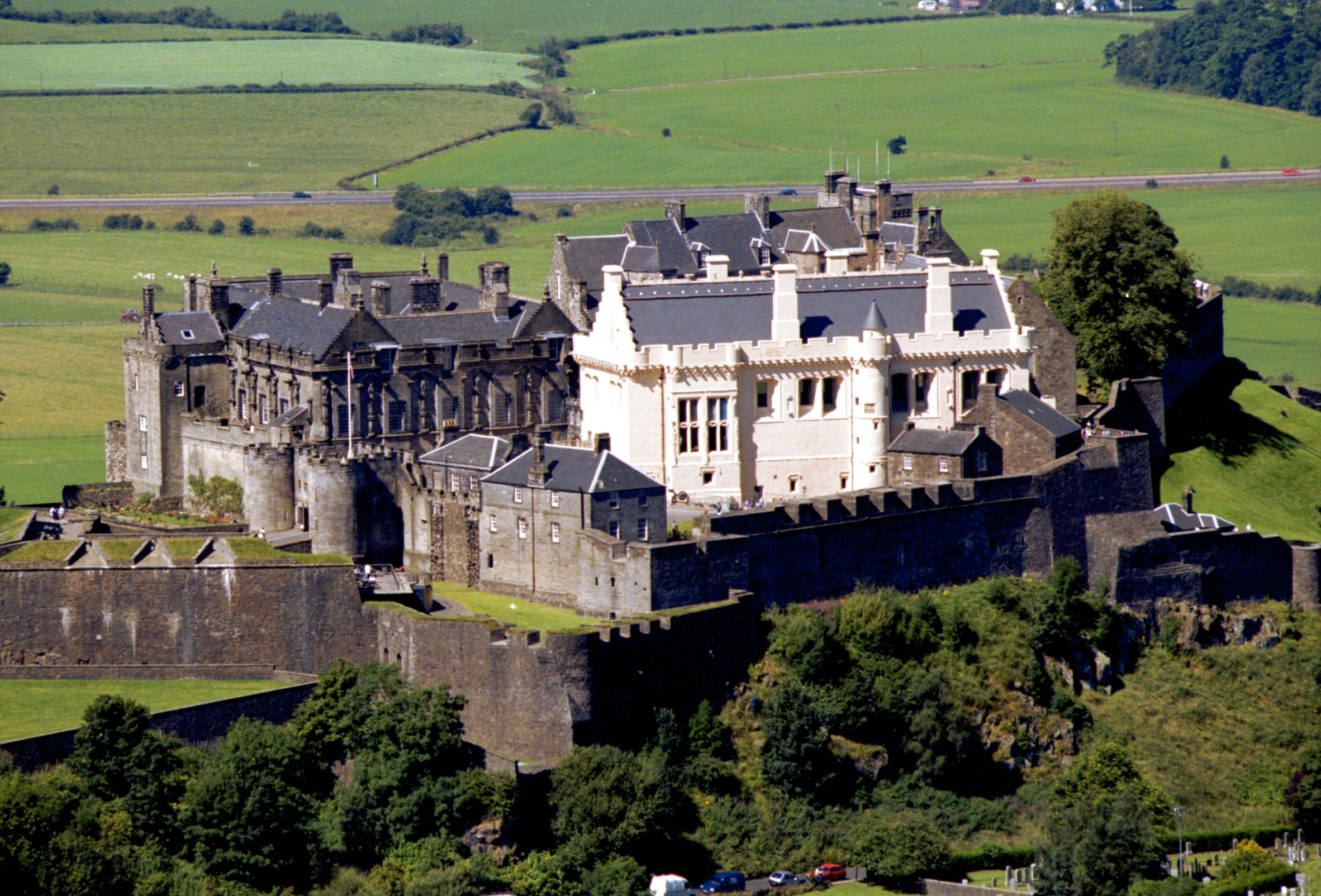
Le château de Stirling.

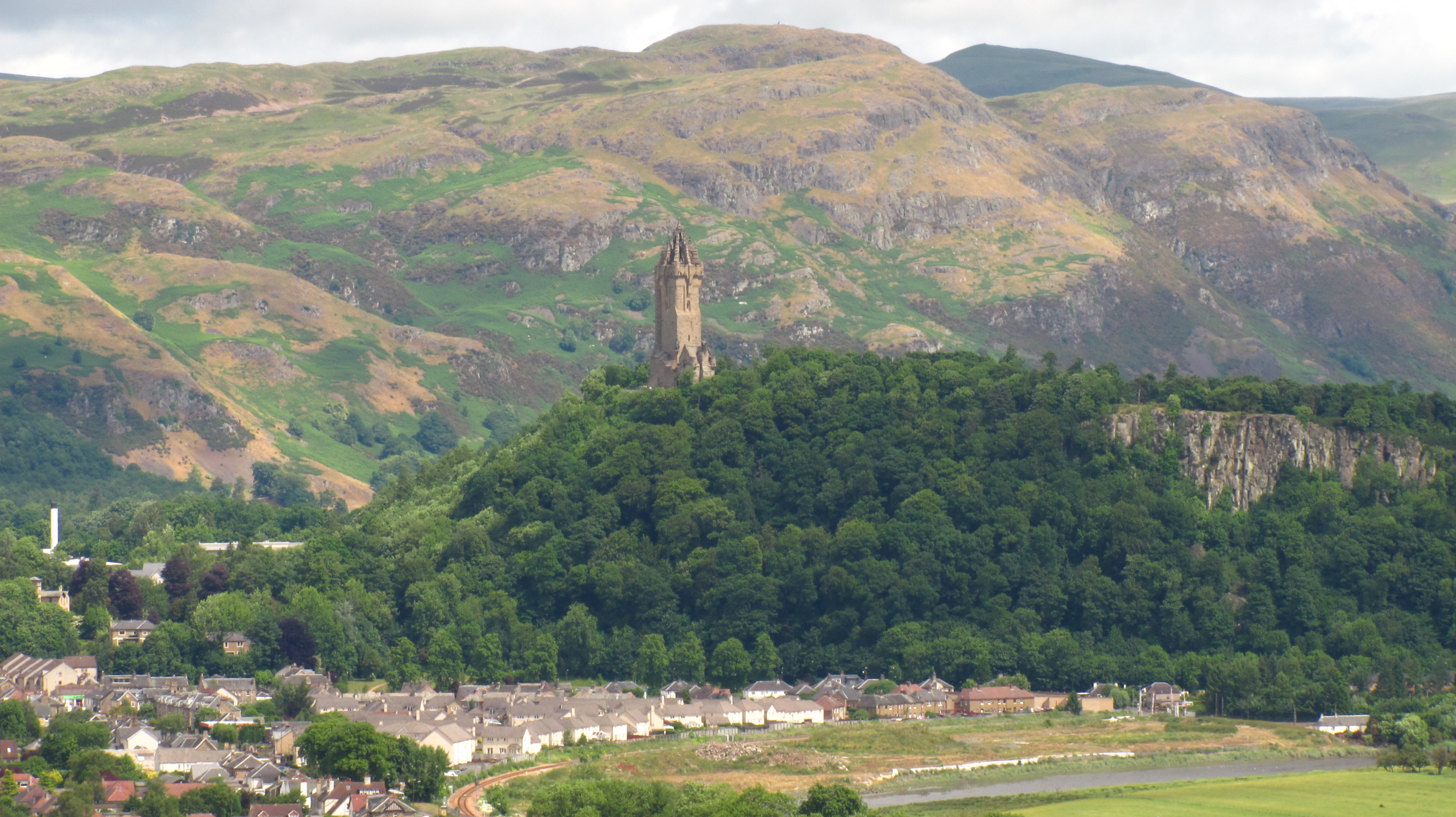
La colline Abbey Craig avec le monument William Wallace.

### Lieux et monuments
Les principaux lieux et monuments de Stirling sont les suivants :
- Le château de Stirling ;
- L'Église de la Sainte Croix ;
- Le monument William Wallace ;
- Le pont de Stirling ;
- L'université de Stirling où se trouve également l’Institut Écossais du Sport ;
- La vieille ville où se côtoient des édifices médiévaux et Renaissance.

### Personnalités liées à la ville
- Lawrence Donegan (1961- ), musicien, journaliste et écrivain, né à Stirling ;
- Norman McLaren